# Константин Кугийски
Константин Кугийски е български виолончелист и музикален педагог.

## Биография
Завършва Държавната музикална академия в класа на проф. Иван Цибулка. Изявява се предимно в камерната музика. Като студент се присъединява към оркестъра на Софийската опера, където свири до 1948 г. Заедно с цигуларя Саша Попов и пианиста Димитър Ненов сформират музикално трио. От 1931 до 1937 г. е член на квартета „Лечев“. След това участва в квартет с цигуларя Михаил Балкански, виолиста Стефан Магнев и Константин Старчев. През 1938 г. е сред основателите на Българския струнен квартет, по-известен като Държавен радиоквартет „Аврамов“, оставайки негов член до края на концертната си дейност. Този състав се утвърждава като най-изтъкнатия български камерен ансамбъл за своето време. Като част от него, през 1939 г. посещава курсове по камерна музика на Ханс Мелке, професор и член на квартет „Хавеман“.
Кугийски участва в над 2000 концерта по време на музикалната си кариера. Провежда национални и международни турнета. Прави записи.
Извършва също педагогическа дейност. Преподавател е в частното музикално училище на Димитър Ненов, а по-късно в Държавната музикална академия. Негов ученик е виолиста и професор Огнян Станчев. Други негови възпитаници са Ангел Станков, Венцеслав Николов, Тодор Вълчев и Майер Франк.